# Barney Sedran
Barney Sedran (il cui vero cognome era Sedransky) (New York, 28 gennaio 1891 – 14 gennaio 1969) è stato un cestista e allenatore di pallacanestro statunitense, membro del Naismith Memorial Basketball Hall of Fame dal 1962 in qualità di cestista.

## Carriera
Nacque nel Lower East Side di New York da genitori immigrati dalla Russia, i quali cambiarono il proprio cognome da Sedransky in Sedran.
Fu tra i migliori giocatori degli anni dieci e venti del XX secolo; è il giocatore più basso mai ammesso nel Basketball Hall of Fame. Con Marty Friedman formò la coppia dei cosiddetti Heavenly Twins (in italiano: Gemelli Celestiali), facendo la fortuna dei New York Whirlwinds (una delle squadre professionistiche più forti di sempre).